# バイロイト音楽祭

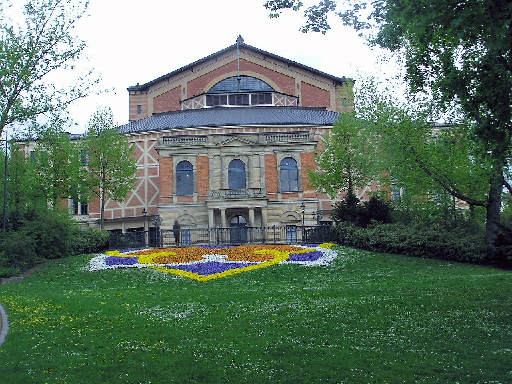
バイロイト音楽祭のメイン会場となるバイロイト祝祭劇場

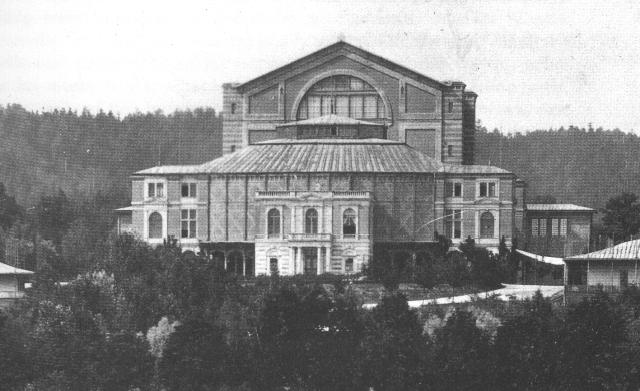
バイロイト祝祭劇場（1882年）

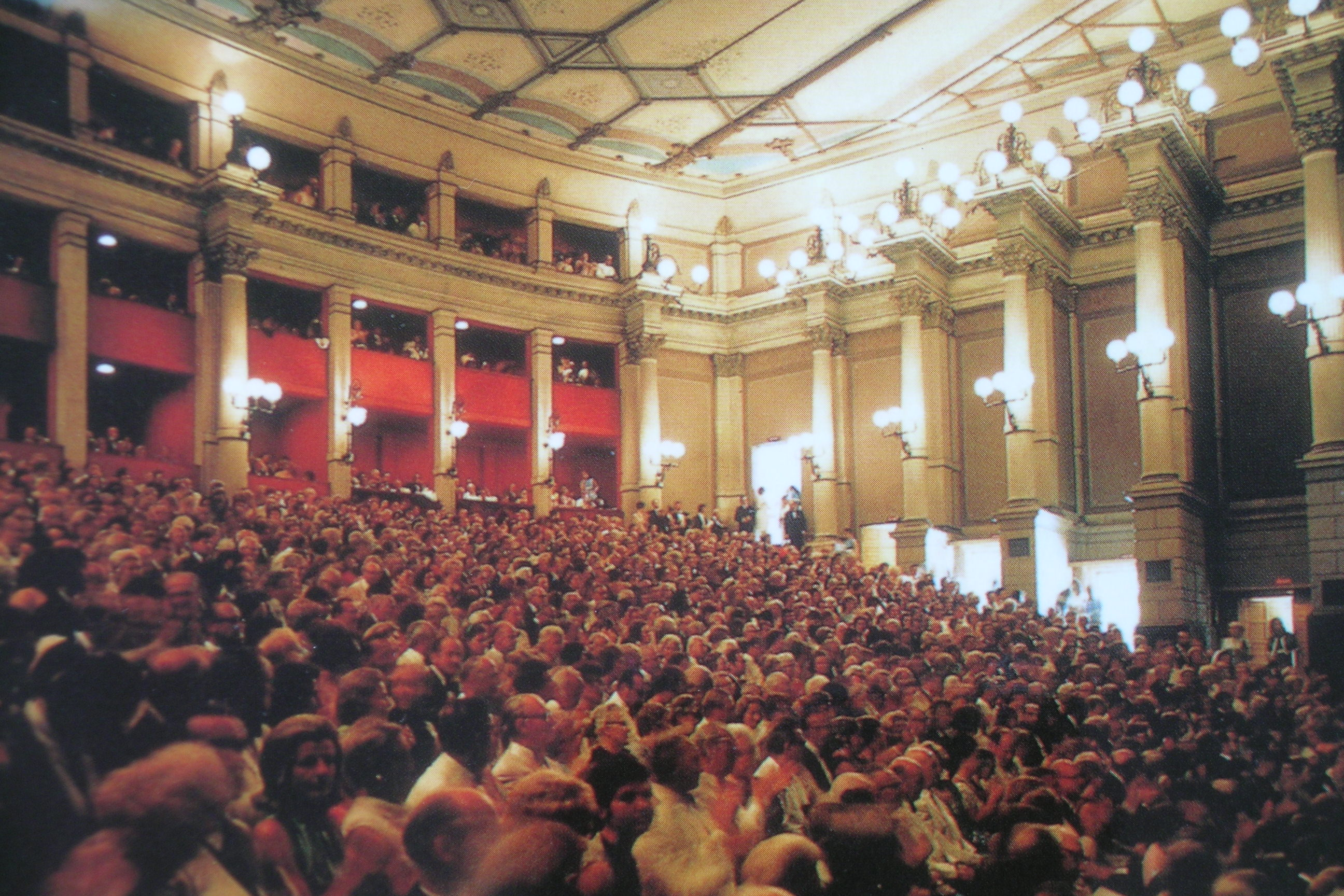
バイロイト祝祭劇場の内部

バイロイト音楽祭（バイロイトおんがくさい、独: Bayreuther Festspiele）は、ドイツ連邦バイエルン州北部フランケン地方にある小都市バイロイトのバイロイト祝祭劇場で毎年7月から8月にかけて行われる、ワーグナーのオペラ・楽劇を演目とする音楽祭である。別名リヒャルト・ワーグナー音楽祭（Richard-Wagner-Festspiele）。なお、日本語では「バイロイト音楽祭」という通称が流布しているが、ドイツ語のFestspieleには本来「音楽」という意味はない。「バイロイト祝祭」と訳されることもある（例：「バイロイト祝祭管弦楽団」）。

## 概要
バイロイト音楽祭は、ワーグナー自身が『ニーベルングの指環』を上演するために創設した音楽祭であり、演目はワーグナーのオペラ作品に限られる。ただし『リエンツィ』までの初期の作品は習作と見なされ取り上げられることはなく、上演されるのは『さまよえるオランダ人』（1842年完成）から『パルジファル』（1882年完成）までの7作品10演目である。音楽祭では、毎年夏の音楽界のオフシーズンにあたる7月下旬から8月にかけて、合計約30公演が行われている。バイロイトは、ワーグナーが創設した故事と長い伝統により、多くのオペラファンからは今なおワーグナー上演の総本山と見なされ、ワグネリアンの間ではこの音楽祭に行くことを「バイロイト詣」などと称している。ただし、その人気ゆえに、数ある音楽祭の中でもチケットがかなり取りにくい部類に入る。
音楽祭の最高責任者である総監督は、代々リヒャルト・ワーグナーの子孫およびその係累によってのみ受け継がれてきた。現在はリヒャルトの曾孫にあたるカタリーナ・ワーグナーとエファ・ワーグナー・パスキエの2人が総監督を務めている。
これまでにリヒャルト・シュトラウス、アルトゥーロ・トスカニーニ、ヴィルヘルム・フルトヴェングラー、ハンス・クナッパーツブッシュ、ヨーゼフ・カイルベルト、カール・ベーム、ヘルベルト・フォン・カラヤン、ピエール・ブーレーズ、カルロス・クライバー、ダニエル・バレンボイム、ジェームズ・レヴァインなど、その時代において高名な指揮者が招かれている。日本人では、2005年に大植英次が『トリスタンとイゾルデ』を指揮したのが最初である。
楽劇『ニーベルングの指環』4部作（『ラインの黄金』『ワルキューレ』『ジークフリート』『神々の黄昏』。これらは原則として4部作を同一の指揮者・演出家が一括担当するツィクルス上演であり、単独および分割での上演はない）が上演される年は他の6演目（『さまよえるオランダ人』『タンホイザー』『ローエングリン』『トリスタンとイゾルデ』『ニュルンベルクのマイスタージンガー』『パルジファル』）の中から3演目、合わせて7演目が上演される。通常、5年連続して『ニーベルングの指環』が上演され、1年おいて新演出の『指環』が上演されるというスケジュールだが、『指環』が上演されない年はそれ以外の6演目の中から5演目が上演される。
ただし、例外的にかつて祝祭劇場の定礎式にワーグナー自身の指揮によってベートーヴェンの交響曲第9番がこけら落としとして演奏された故事に基づき、ワーグナー以外の作曲家の作品では唯一この交響曲が（主に節目の年に）特別に演奏されることがある。第二次大戦で音楽祭がしばらく中断した後、1951年に再開した際の最初の演奏会も、ワーグナーのこけら落としにならって、ヴィルヘルム・フルトヴェングラーの指揮による同曲で再開された（現在、この時の演奏のライブ音源はレコード・CD・ネット配信などで販売されている）。

## 歴史

### 第1回から第二次大戦終結まで

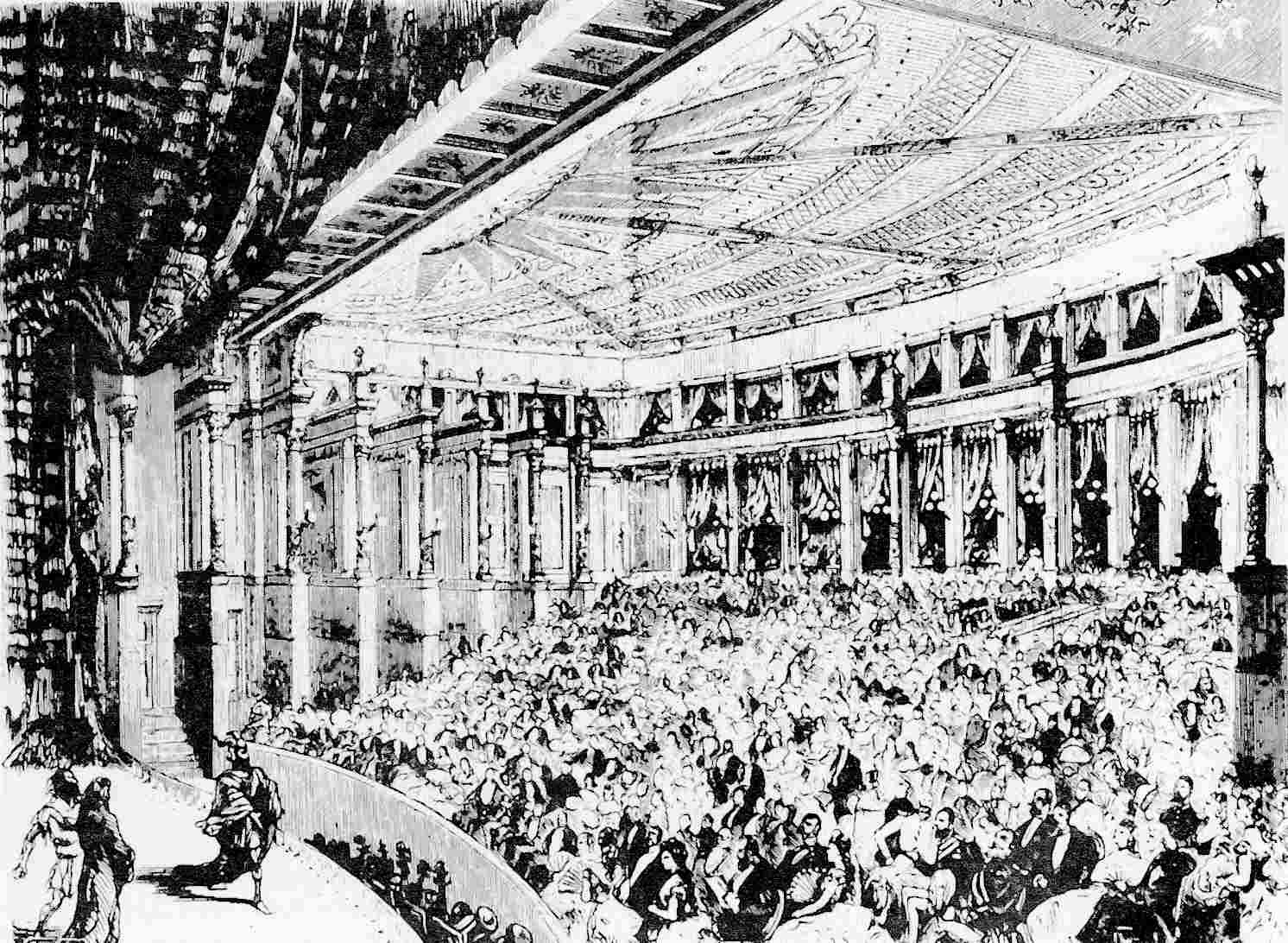
『ラインの黄金』の上演（1876年）

ワーグナーは、かねてから自分の楽劇を他人の手によらず、自分が理想的とする形で上演することを夢見て、劇場の用地を捜し求めていた。しかしなかなか理想的な土地が見つからず、苦心して捜し出した地所も政治的な理由などで追い出された。やがて親しくしていたバイエルン国王ルートヴィヒ2世により、バイロイト辺境伯夫人ヴィルヘルミーネ（プロイセン王フリードリヒ2世の姉）が建てた辺境伯劇場が在ったバイロイトの地を提供された。だがそこにあった劇場にも満足できなかったワーグナーは、自ら劇場を建てることを決心する。ルートヴィヒ2世からの資金提供を受け、定礎式の収入なども建築費用に充てた。あくまで「仮住まい」として建てられたため、建築費用は抑えられ、余った費用は、別荘であるヴァンフリート館建築などに充てられた。しかし、それ以外の費用（上演用など）がかさみ、ルートヴィヒ2世に懇願してさらに借金をしている。
1876年、ルートヴィヒ2世やドイツ皇帝ヴィルヘルム1世、ブラジル皇帝ペドロ2世などの国賓や、フランツ・リスト、アントン・ブルックナー、カミーユ・サン＝サーンス、ピョートル・チャイコフスキー、エドヴァルド・グリーグの音楽家らの観衆を集め、ハンス・リヒター指揮『ニーベルングの指環』で第1回の音楽祭が開かれた。結果としては大赤字となり、舞台評もあまり芳しくなく、ワーグナー自身もひどい鬱になるほどに落胆した。この負債のため1882年まで音楽祭は開かれず、『指環』も1896年まで上演されなかった。第2回の1882年以降は休みの年を挟みながらなんとか開催されたが、第一次世界大戦と、戦後の混乱の影響で、1915年から1923年まで開催されなかった。

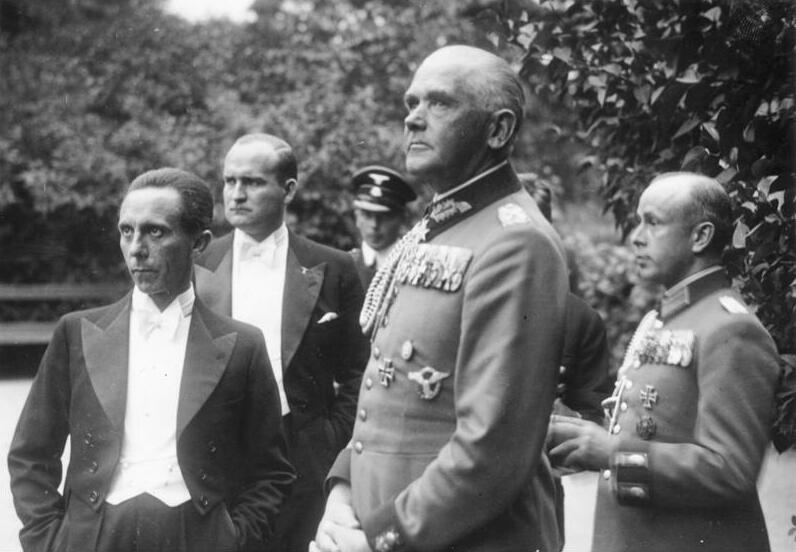
1937年のバイロイト音楽祭でのヨーゼフ・ゲッベルス宣伝相とヴェルナー・フォン・ブロンベルク国防相

再開後のエポックは、1930年のアルトゥーロ・トスカニーニ初出演であった。それまではドイツ人・ドイツ系指揮者のみが指揮台に立ったが、リヒャルトの息子ジークフリート・ワーグナーとその妻ヴィニフレートの尽力で、初の外国人指揮者として招聘されたのであった。しかし、トスカニーニは忍び寄るナチスの影響（ヴィニフレートは猛烈なヒトラー崇拝者だった）や、ヨーロッパの歌劇場特有の主導権争い（1930年にもジークフリートが急死したことで内紛が起こっていた）に嫌気がさし、1931年限りでバイロイトを去った。この騒動に紛れて、1931年に初出演したヴィルヘルム・フルトヴェングラーも一旦バイロイトを離れた。その後音楽祭はナチスによる国家的援助を受け続け、第二次世界大戦中の1944年には辛うじて『マイスタージンガー』のみが開催された。しかしそれが限界で、翌1945年にはバイロイトも連合軍機の空襲を受け、劇場は無事だったものの、ヴァンフリート館やリスト（バイロイトで亡くなった）の墓廟が破壊された。この年以降、音楽祭は1951年まで開催されなかった。

### 「バイロイトの第九」から現在まで

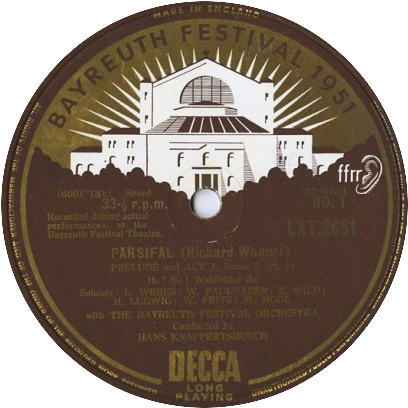
1951年の公演を収録した『パルジファル』のLPレコードレーベル

戦後、ヒトラー崇拝を止めないヴィニフレートを追放し、ヴィーラント・ワーグナーとヴォルフガング・ワーグナーの兄弟が音楽祭を支えることとなり、バイロイトの民主化が一応なされ、1951年7月29日にフルトヴェングラー指揮の「第九」で音楽祭が再開された。再開後に初出演したのはクナッパーツブッシュとカラヤンであった。再開されたとはいえ、音楽祭の財政はなお深刻な資金不足にあり、ヴィーラントらは苦肉の策として必要最低限の簡素なセットに照明を巧みに当て、暗示的に舞台背景を表現するという新機軸の舞台を考案する。しかし、新演出での舞台稽古初日、舞台を見回したクナッパーツブッシュは、まだセットが準備されていないのだと思い込み、「何だ、舞台がまだ空っぽじゃないか!」と怒鳴ったという。この資金不足の賜物である「空っぽ」な舞台こそが、結果としてカール・ベームの新即物主義的な演奏とともに、戦後のヨーロッパ・オペラ界を長らく席巻することになる「新バイロイト様式」の始まりとなった。
事情が事情であったが、クナッパーツブッシュとカラヤンはこの演出に大いに不満を抱き、二人は1952年限りでバイロイトを去った。代わりに招聘されたクレメンス・クラウスによる1953年の上演は好評を博し、翌年以降も出演契約を結んだが、1954年にクラウスが急死し、慌てたヴィーラントとヴォルフガングがクナッパーツブッシュに詫びを入れて音楽祭に呼び戻した。以降、亡くなる前年の1964年までクナッパーツブッシュはバイロイトの音楽面での主柱となった。「新バイロイト様式」の舞台は、ヴィーラントとヴォルフガングが交互に演出しながら1973年まで続けられた。
1955年には初のベルギー人指揮者として、ドイツ物も巧みに指揮するアンドレ・クリュイタンスが初出演した。また、同年ヨーゼフ・カイルベルトが指揮した『ニーベルングの指環』は英デッカにより全曲録音され、これが世界初のステレオ全曲録音となった。1957年にはヴォルフガング・サヴァリッシュが最年少記録（34歳）を打ち立てた。1960年には初出演のアメリカ人指揮者ロリン・マゼールが、最年少記録を更新（30歳）した。1962年にはカール・ベームが、1966年にはピエール・ブーレーズが、1974年にはカルロス・クライバーがそれぞれ初出演した。

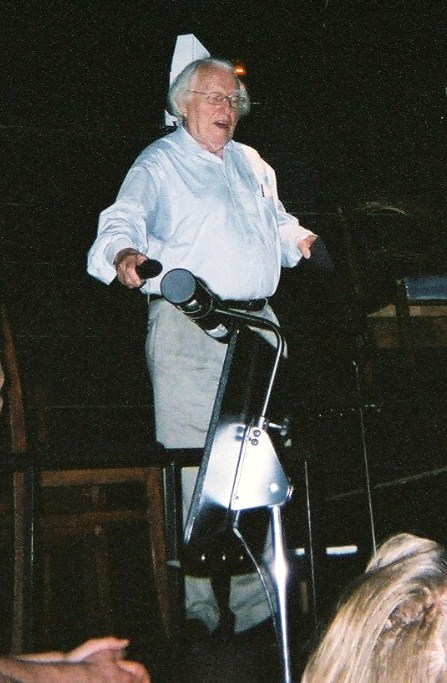
祝祭劇場でのヴォルフガング・ワーグナー（2004年）

演出においては、1966年のヴィーラントの死後、弟のヴォルフガングが総監督の職を引き継いだ。ヴィーラント亡き後、ヴィーラントの遺族とヴォルフガング一家が互いの取り巻きを交えての内紛に明け暮れ、そのスキャンダルも相まって、同族運営が大きな批判に晒されるようになったことから、1973年に運営がリヒャルト・ワーグナー財団に移管された。同財団はドイツ連邦政府、バイエルン州政府に最大の権限があり、次いでワーグナー家、バイロイト市、ワーグナー協会の順になっている。
1976年、ヴォルフガングは革新的な上演をもくろみ、音楽祭創立100周年の記念すべき『指環』の上演を、指揮者ピエール・ブーレーズと演出家パトリス・シェローのフランス人コンビに委ねた。シェローは気心の知れた舞台担当や衣装担当を引き連れて、「ワーグナー上演の新しい一里塚」を打ち建てるつもりだったが、その斬新な読み替え演出は物議を醸した。初年度はブーレーズのフォルテを忌避したフランス的な音楽作りともども、激しいブーイングと誹謗中傷にさらされ、警護のために警察まで出動するという未曾有のスキャンダルになった。しかしシェローは年を経るごとに演出に微調整を施すとともにブーレーズの指揮も熟達の度を増していき、最終年の1980年には非常に洗練された画期的舞台として、絶賛を浴びることとなった。
その後の指揮者は、ジェームズ・レヴァインやジュゼッペ・シノーポリ、ダニエル・バレンボイムなどの若手や、ロシア人指揮者ヴァルデマル・ネルソンなど新しい顔ぶれに様変わりした。2005年には東洋人として初めて大植英次が初出演を果たす。しかし、劇場の経験に乏しい大植の指揮は観客の不興を買い、1年で契約を打ち切られ、翌年から『トリスタン』の指揮はベテランのペーター・シュナイダーに委ねられた。この降板劇は特に差別的なものではなく、過去にも起こったことであり、ヴィーラントと決別してバイロイトを去ったカラヤンやマゼールのほか、ショルティやエッシェンバッハも1年で降板している。バイロイトに限らず音楽祭での降板や交代劇は日常的だが、近年のバイロイトでは（ブーレーズとは異なり）指揮者が激しい批判を浴びた場合、擁護するよりも熟練した指揮者と交代させるケースが増えてきている。
そのような中、2000年に『マイスタージンガー』を振ったクリスティアン・ティーレマンは久々の大型ワーグナー指揮者の登場として高い評価を獲得した。2006年からは『指環』の指揮を任され、音楽祭の音楽面の中核的存在となっている。
演出面では、シェロー演出の成功以来、ゲッツ・フリードリヒ、ハリー・クプファーらが現代社会の政治状況を投影した演出で新風を吹き込んだ。しかし、その後はこれといった新機軸を確立するまでには至らず、逆にいたずらに目新しい演出へと走る傾向を「商業的」として非難する向きもある。近年ではキース・ウォーナーやユルゲン・フリムらが一定の評価を得る一方、クリストフ・シュリンゲンズィーフによる『パルジファル』のように全否定された演出もある。
視覚面では、劇作家ハイナー・ミュラー演出の『トリスタンとイゾルデ』で、日本人デザイナー山本耀司が衣装を担当し、大きな話題となった。

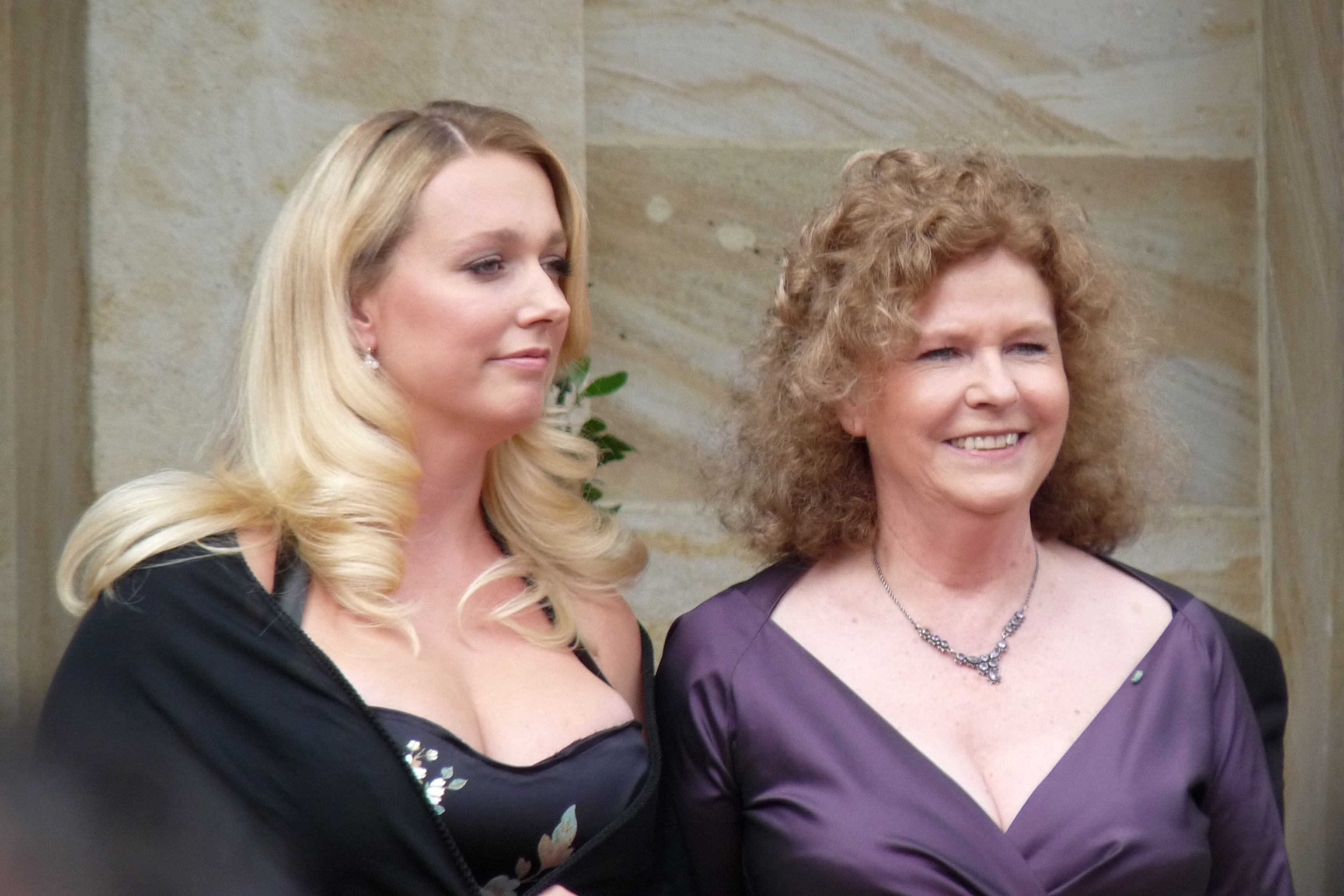
総監督のカタリーナ・ワーグナー（左）とエファ・ワーグナー（右）（2009年）

戦後、長年にわたって音楽祭を独裁的に切り盛りしてきたヴォルフガング・ワーグナーが2008年をもって引退を表明し、後任を巡ってその去就が注目されていたが、2009年からはヴォルフガングの2人の娘が総監督の座を引き継ぐことになった。現在はカタリーナ・ワーグナーとエファ・ワーグナーの二頭体制に移行している。
ただし、2人は姉妹とはいうもののヴォルフガングの前妻の娘と後妻の娘という複雑な関係であり、しかも33歳差という年齢差ゆえに必ずしも親密な関係とは言いがたいようである。当初2001年にヴォルフガングが引退を表明し、後継者として指名されたのは長年『影の支配者』と云われていた後妻のグドルンだったが、ワーグナー財団によって否決され、ヴォルフガングは引退を撤回したという経緯があった。そして後継者レースの中で経験が乏しく、若さやルックスなどのメディアを意識した挑発行為が目立つカタリーナへの疑問や、グドルンによってバイロイトを前妻とともに追われたエーファが同じくヴォルフガングによって追放されたヴィーラントの娘ニーケ・ワーグナーと組んで、カタリーナと舌戦を繰り広げるという格好のスキャンダルをメディアに提供するなど、非常に険悪だったかつてのヴィーラントとヴォルフガング兄弟の骨肉の争いの再来に先行きを危ぶむ声も多い。早速カタリーナは、2007年の新演出の『マイスタージンガー』の演出を自ら手掛け、存在感をアピールした。しかし、その挑発的な舞台は一部の観客からブーイングを浴び、批評家やマスコミの間でも物議を醸した。
翌2008年からは、舞台中継のネットでの映像ストリーミング配信や会場外でのパブリックビューイングがカタリーナの肝煎りにより始められた（2008年は『マイスタージンガー』、2009年は『トリスタンとイゾルデ』が生中継された）。これにより、会場外の観客や世界各国のインターネット・ワグネリアンたちにもこれまで以上に音楽祭の雰囲気を楽しむことが出来るようになり、代替わりしたバイロイトらしい新機軸として評判になった。
そしてヴォルフガングが死去してから初めての音楽祭となる2010年にテレビでの生中継が実現した（後述）。翌2011年の第100回目の上演では、ユダヤとの関係改善を目論むカタリーナの計らいでイスラエル室内管弦楽団がバイロイトを訪れ、市内のホールにてロベルト・パーテルノストロの指揮により『ジークフリート牧歌』を演奏した。この年の初日の演目は新演出の『タンホイザー』。メルケル独首相やトリシェ欧州中央銀行（ECB）総裁夫妻ら、著名人が訪れた。
2020年の公演は新型コロナ大流行で中止となった。

## 出演指揮者一覧
初出演順

### 19世紀
ハンス・リヒター、ヘルマン・レーヴィ、フランツ・フィッシャー、フェリックス・モットル、リヒャルト・シュトラウス、ジークフリート・ワーグナー、アントン・ザイドル

### 20世紀・前半
リヒター、モットル、ジークフリート・ワーグナー、カール・ムック、フランツ・ヴァイドラー、ミヒャエル・バリング、ヴィリバルト・ケーラー、フリッツ・ブッシュ、フランツ・フォン・ヘスリン、カール・エルメンドルフ、アルトゥーロ・トスカニーニ、ヴィルヘルム・フルトヴェングラー、リヒャルト・シュトラウス、ハインツ・ティーチェン、ヴィクトル・デ・サバタ、リヒャルト・クラウス、ヘルマン・アーベントロート

### 20世紀・後半
ハンス・クナッパーツブッシュ、ヘルベルト・フォン・カラヤン、ヨゼフ・カイルベルト、オイゲン・ヨッフム、クレメンス・クラウス、アンドレ・クリュイタンス、ヴォルフガング・サヴァリッシュ、ハインツ・ティーチェン、エーリヒ・ラインスドルフ、ロヴロ・フォン・マタチッチ、ルドルフ・ケンペ、ロリン・マゼール、フェルディナント・ライトナー、ヨーゼフ・クリップス、カール・ベーム、トーマス・シッパーズ、オトマール・スウィトナー、ロベルト・ヘーガー、ベリスラフ・クロヴチャール、ピエール・ブーレーズ、カール・メレシュ、クリストフ・フォン・ドホナーニ、アルベルト・エレーデ、ホルスト・シュタイン、シルヴィオ・ヴァルヴィーゾ、ハンス・ヴァーラット、ハインリヒ・ホルライザー、カルロス・クライバー、ハンス・ツェンダー、サー・コリン・デイヴィス、デニス・ラッセル・デイヴィス、エド・デ・ワールト、ヴァルデマール・ネルソン、マーク・エルダー、ダニエル・バレンボイム、ペーター・シュナイダー、ジェームズ・レヴァイン、サー・ゲオルク・ショルティ、ジュゼッペ・シノーポリ、ミヒャエル・シェーンヴァント、ドナルド・ラニクルズ、アントニオ・パッパーノ、クリストフ・エッシェンバッハ、クリスティアン・ティーレマン

### 21世紀
アダム・フィッシャー、アンドルー・デイヴィス、マルク・アルブレヒト、大植英次、セバスチャン・ヴァイグレ、クリストフ・ウルリッヒ・マイアー、ダニエレ・ガッティ、アンドリス・ネルソンス、キリル・ペトレンコ、アクセル・コーバー、ヴァレリー・ゲルギエフ、オクサーナ・リーニフ

## 主な記録
- 初の外国人指揮者（非ドイツ系指揮者） - アルトゥーロ・トスカニーニ
- 初のフランス系指揮者 - アンドレ・クリュイタンス
- 初のアメリカ人指揮者＆史上最年少指揮者 - ロリン・マゼール
- 初の東洋人指揮者 - 大植英次
- 初のロシア人指揮者 - ヴァルデマール・ネルソン（英語版）
- 初の女性指揮者 - オクサーナ・リーニフ

## 音楽祭の雰囲気

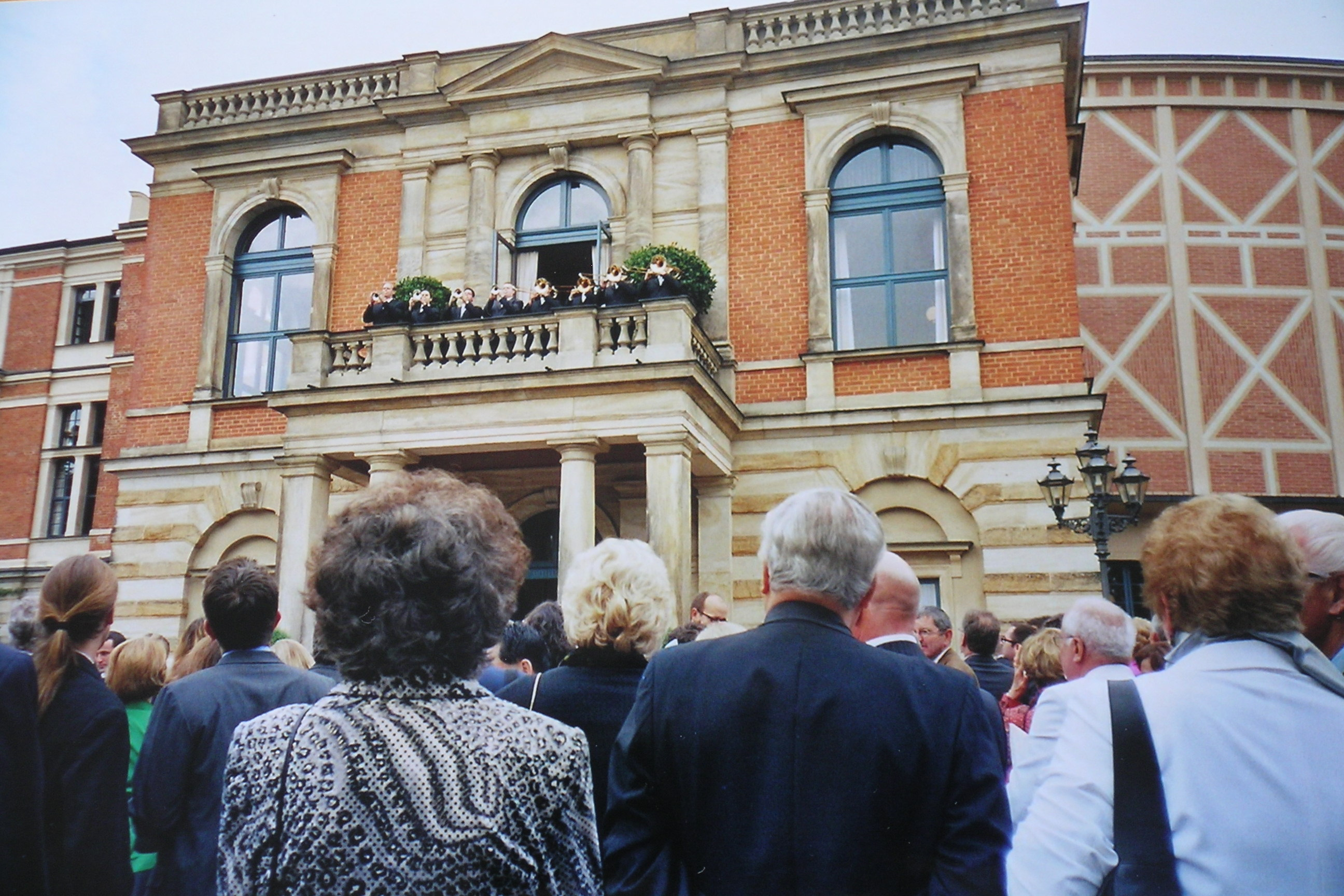
音楽祭の雰囲気

劇場にはロビーがないため、幕間に観客が席を立つ場合には建物の外に出ることになる。休憩は1時間で、開演前にはファンファーレ隊がバルコニーに立ち、その日に上演される楽劇から引用したモチーフを3回（15分前、10分前、5分前）演奏する。
観客は基本的に正装であることが望ましいとされ、男性はタキシード、女性はイブニングドレスが多数派を占めるが、これは強制の“ドレスコード”ではなく、タータン・チェックのキルトをまとったスコットランド紳士やシックな和装の日本人女性を見かけることも珍しいことではない。開演前や休憩時の前庭は、各国のファッションを披露する場であるとも言える。特に初日はバイロイト音楽祭のファンであるアンゲラ・メルケル首相をはじめとした内外の政治家や芸術関係者など著名人を招待することが第1回公演から行われており、厳戒態勢の警備が敷かれる。
古市憲寿は週刊新潮2018年9月6日号の「誰の味方でもありません連載６６」で「かつてはもっと格式張った音楽祭だったらしい。タキシードを着るのは当たり前(中略)今のバイロイトは(中略)ポロシャツをラフに来ていた。答えは温暖化である。このバイロイト祝祭劇場には冷房設備がないのだ。かつてドイツは夏といえども涼しい日が多く、エアコンは必要なかった。しかし最近の世界的な異常気象の影響か、バイロイトでもとんでもない暑さに見舞われる。温度自体が拷問なのだ。」とドレスコードの変化を述べている。
劇場内に冷房の設備がないので、晴天の日にはかなりの室温になることもしばしばである。したがって会場が暗くなると上着を脱いだり、最初から上着を着ない男性もいる。体調を崩す観客が珍しくないため、建物の中にはそうした人々のための休憩所があり、そこでは巨大なモニターで舞台の様子が中継されている。また、建物の外では救急車が待機している。劇場内に冷房装置はないが、近年送風装置が設置されて、休憩時には新鮮な空気を送り込んでいる。
座席に肘掛けはなく、背当てのみに薄いクッションはあるが、腰を下ろす部分はいまだに木製である。これは、座り心地の良い椅子で観客が眠ってしまうことを嫌ったワーグナー自身のアイデアである。こうした事情を知っている常連客のなかには、自らクッションを持ち込む者もいる。クロークでもクッションの貸し出しを行っている。

## 出演者とスタッフ
バイロイト祝祭劇場は常設の歌劇場ではない。ソロ歌手以外の出演者（合唱団、管弦楽団）やスタッフの多くはドイツを中心に世界中から集められた臨時編成である。しかし、合唱団員をヨーロッパ各地からオーディションによって集め、管弦楽団員はドイツのプロ・オーケストラを中心に募っているゆえに、個々の演奏家は非常に優秀である。
ヴォルフガングの時代には、ソロ歌手は主に総監督自ら世界中の歌劇場に情報網を広げ有望な歌手をピックアップしていたという。バイロイト音楽祭はワーグナー歌手の登竜門ともいわれている。ワーグナー家はドイツでは音楽界のみならず一般マスコミからも常に注目されており、非常に安い出演料にもかかわらず出演したがる歌手は多い。かつては「三大テノール」の一人プラシド・ドミンゴですら、格安のギャラにも甘んじて出演を快諾したという（もっとも、ドミンゴはちょっとした義理で地方の小歌劇場に出演することも少なくなく、基本的にギャラの多寡だけで動くタイプではない）。

## オーケストラ・ピット

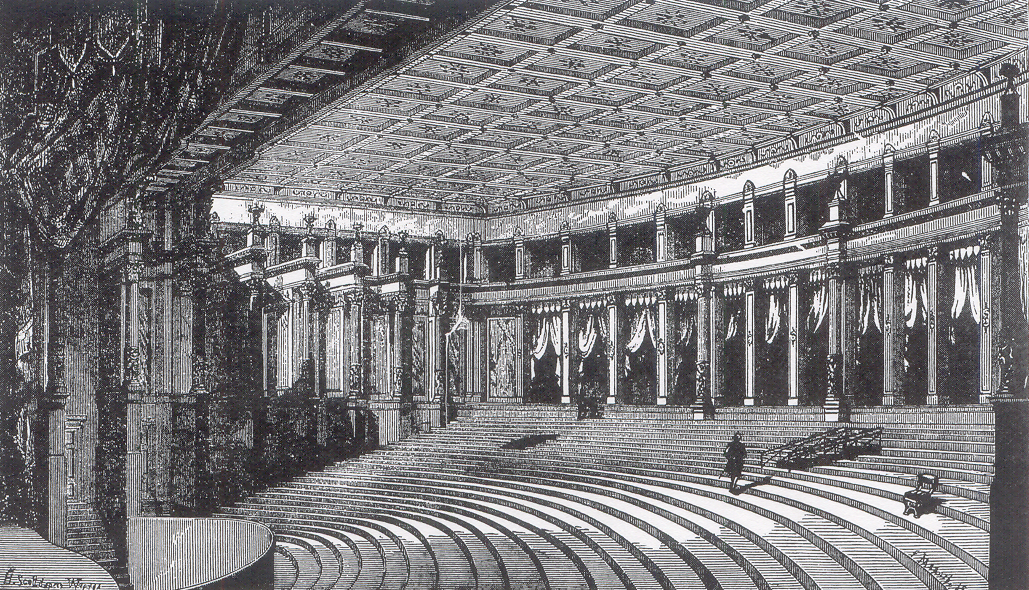
バイロイト祝祭劇場の内部（1870年代）

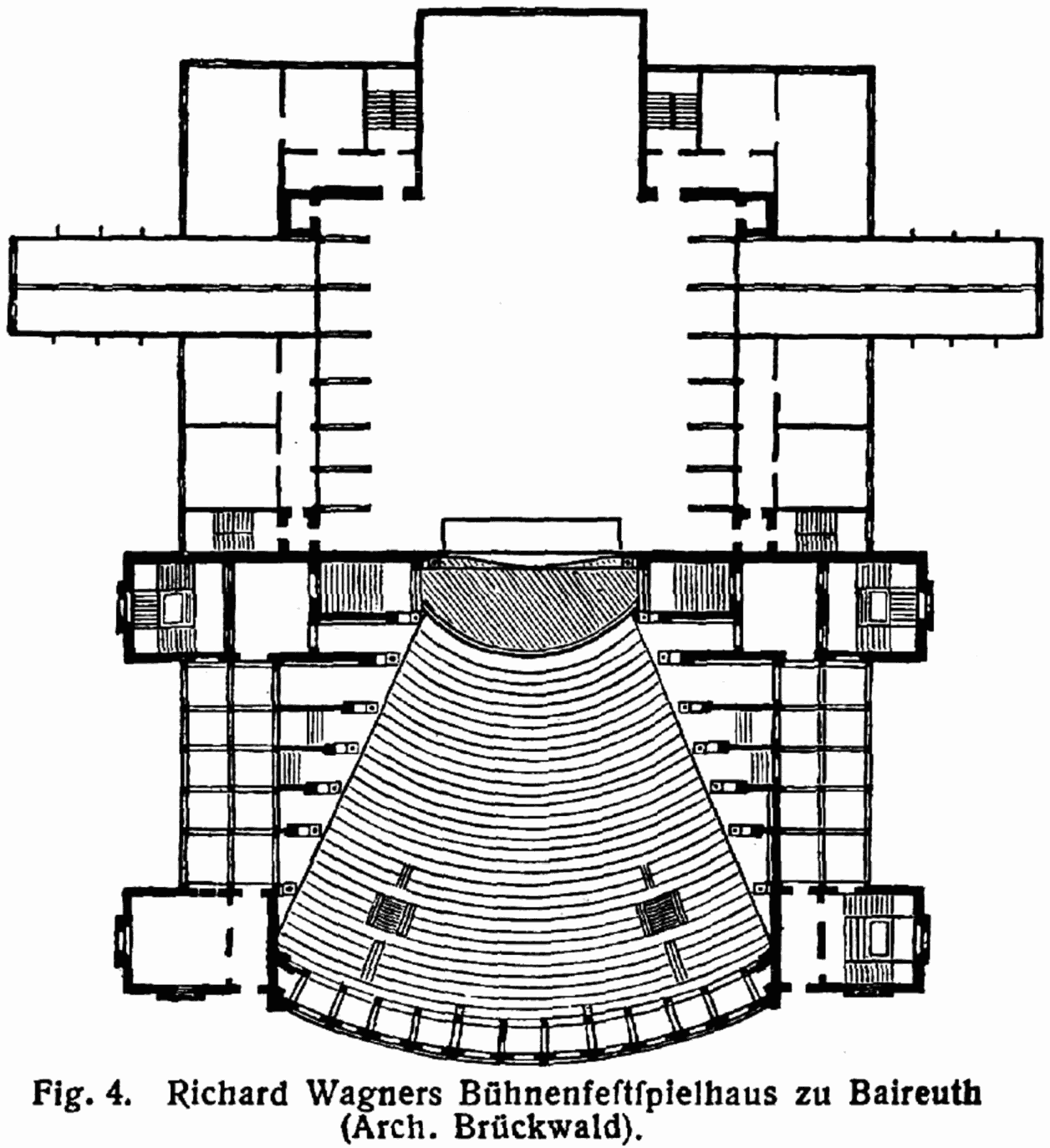
バイロイト祝祭劇場の設計図

バイロイト祝祭劇場の大きな特徴の一つが、この劇場のオーケストラピットにある。ピットは指揮台から階段状に下りる構造になっており、客席からオーケストラはまったく見えない。これには、客席へオーケストラからの音が直接届かないため、歌手の言葉がよく聞こえるという利点と、譜面台のライトを隠して完全な暗闇を作れるという二つの利点がある。しかも通常の歌劇場とは違い、客席からは指揮者すら見ることが出来ない。つまり客席からは指揮者の入場が見えないために拍手が起こらず、静寂な暗闇の中から音楽が鳴り始まるため、観客は視覚に惑わされることなく音楽だけに集中することになる。また、歌手にオーケストラの旋律がよく聞こえるようにする工夫として、第1ヴァイオリンが通常配置とは逆の、客席から見て右側に座る。
先に述べたように、上演中のピット内はかなり暑くなるため、オーケストラのメンバーはTシャツや短パンといったラフな服装が多く、最下段にいる打楽器奏者にいたっては半裸に近い姿になることもある。指揮者にも同様のケースが見られるが、彼らは終演後舞台挨拶に出るために、急いで正装に着替えなければならない（ただし最近は指揮者のみが正装で挨拶に出ている）。
ヴァイオリニストの眞峯紀一郎は、その独特な形状と音響について、演奏家の立場から次のように説明している。
祝祭歌劇場のピットでは、オーケストラの音がまず「反響板」にぶつかり（この反響板が、聴衆からオーケストラと指揮者を隠す“覆い”にもなっています）、そこに反射した音が舞台に届きます。ですから、歌手たちが舞台で聞く音は、我々が弾いたタイミングよりワンテンポ遅れているのです。そのためオーケストラは、舞台から聞こえてくる声に合わせるのではなく、指揮者の棒に対して忠実に演奏しなければなりません。

## 海外公演
バイロイト音楽祭は、2度の海外公演を実施している。いずれも日本である。

### 1967年の公演（大阪国際フェスティバル）
1度目は1967年4月にフェスティバルホールで開催された第10回大阪国際フェスティバルでの「バイロイト・ワーグナー・フェスティバル」である。オーケストラと合唱以外はすべてバイロイトのスタッフで占められていた。オーケストラはNHK交響楽団が務め、合唱は一般から募集されたテノール38名、バス32名からの選抜メンバーと大阪音楽大学の教員および学生で編成された「大阪国際フェスティバル合唱団」が務めた。
合唱団の募集にあたっては、身長がステージ出演者は165cm以上と制限があり、バックステージ出演者は特に制限がなく、日本全国から150名余りが応募して特に31名がステージ出演者として選抜され、舞台に立った。バックステージ出演者に関しては専門技術を要するということで、大阪音楽大学の声楽専攻学生が務めることとなった。合唱団はクラウス・プリングスハイムらの指導を受けた。大阪音楽大学のこの公演に対する意気込みは並大抵のものではなく、教職員のために全公演のBボックス席を買い占めるほどであった。
休憩時間や開演のファンファーレ、服装規定（男性はタキシードあるいは上着とネクタイを着用した黒系の背広、女性はそれに準じた服装、学生は制服着用可能）もバイロイトと同様で、公演に先立って大阪と東京で初心者向けの映画鑑賞と渡辺護による講演の会、対訳台本の販売なども行われた。
- トリスタンとイゾルデ（4月7日、10日、13日、16日）[3][4]
  - トリスタン： ヴォルフガング・ヴィントガッセン
  - イゾルデ：ビルギット・ニルソン
  - マルケ王：ハンス・ホッター
  - クルヴェナール：フランス・アンダーソン
  - ブランゲーネ：ヘルタ・テッパー
  - メロート：セバスチャン・ファイアジンガー
  - 舵取り：ゲルト・ニーンシュテット
  - 牧童、若い水夫：ゲオルク・パスクダ（二役）
  - 指揮：ピエール・ブーレーズ
  - 演出：ヴィーランド・ワーグナー(ヴィーランド死去により、助手であったペーター・レーマンが指導)
- ワルキューレ（日本初演。4月8日、11日、14日、17日）[4]
  - ジークムント：ジェス・トーマス
  - ジークリンデ：ヘルガ・デルネシュ
  - フンディング：ゲルト・ニーンシュテット
  - ブリュンヒルデ：アニャ・シリヤ
  - ヴォータン：テオ・アダム
  - フリッカ、 シュヴェルトライテ：グレース・ホフマン（二役）
  - ヘルムヴィーゲ：ヘルザ・カヴェルティ
  - オルトリンデ：ゲルトラウト・ホップ
  - ゲルヒルデ：ロッテ・リザネク
  - ワルトラウテ：エリカ・シューベルト
  - ジークルーネ：アリス・エルケ
  - ロスワイセ：ハンナ・ルートヴィヒ
  - グリムゲルデ：エリーザベト・シュルテル
  - 指揮：トーマス・シッパーズ（4月8日、11日、14日）、ヴォルフガング・レンネルト（4月17日）
  - 演出：ヴィーラント・ワーグナー(ヴィーラント死去により、助手であったペーター・レーマンが指導)

### 1989年の公演
2度目は、1989年9月バイロイトでの公演が終わった後の、Bunkamuraでの開館公演である。この時はソリスト、コーラスおよびオーケストラ、スタッフも含めた、ほぼ完全に近い公演形態であった。同時に演奏会形式による公演も行われた。
- タンホイザー
  - タンホイザー：リチャード・ヴァーサル
  - エリーザベト：シェリル・ステューダー
  - ヴォルフラム：ウォルフガング・プレンデル
  - 指揮：ジュゼッペ・シノーポリ
  - 演出：ウォルフガング・ワーグナー
  - 9月3、6、9&12日　オーチャードホール
- ローエングリン 第2幕（演奏会形式）
  - ローエングリン 第1幕前奏曲
  - ローエングリン 第2幕
  - ニュルンベルクのマイスタージンガー 第1幕前奏曲
  - 指揮：ジュゼッペ・シノーポリ　
  - 9月5&11日　オーチャードホール
- パルジファル 第3幕（演奏会形式）
  - ジークフリート牧歌
  - さまよえるオランダ人 序曲
  - パルジファル 第3幕
  - 指揮：ジュゼッペ・シノーポリ　
  - 9月8&13日　オーチャードホール

## 公演の中継放送
バイロイト音楽祭の第1チクルス（1回目の公演。音楽祭では各公演=チクルスが複数回行われる）は公演の放送の主管局であるバイエルン放送協会を含むドイツのARD加盟各局をはじめとしたヨーロッパの多くの国のラジオ局（多くはクラシック専門のFMラジオ局）で全演目が生中継されている。またARD加盟各局などが提供するインターネットラジオのストリーミングにより全世界で生中継を聴くことも出来る。
尚、バイエルン放送協会は、当公演の模様を、1966年からステレオで収録している。
日本でのラジオ放送としてはNHK-FM放送が本放送開始初期から毎年全演目を放送している(1966年度の放送からステレオ化)。一時期『パルジファル』のみ復活祭の時期に放送した事があったが、バイロイト音楽祭125周年の2001年からはNHK-FMの年末特番編成（12月下旬、『ニーベルンクの指環』がある場合は7日間、ない場合は5日間）での連夜放送に固定された。放送日は編成の都合により例年若干の変動がある。
放送は毎晩21時頃から開始され、1回の放送時間は2時間半から5時間と長いものになるため、通常午前1時から始まるラジオ深夜便のラジオ第1とのサイマル放送開始時刻に影響することがある。なお、2019年度からは深夜便の同時生放送の影響を最小限にして、できる限り通常同様1時からの同時放送を行えるようにする観点から、原則19:30以後（最初は2019年12月16日の「タンホイザー」で、19:30-23:00まで放送された）の放送を行うようにしている
2010年にはバイロイト音楽祭のテレビでの生中継が実現した。同年8月21日のクリスティアン・ティーレマン指揮『ニーベルンクの指環』第1日『ワルキューレ』第3チクルスがNHK衛星ハイビジョンにて生中継された。これはバイロイト音楽祭におけるティーレマンの指揮による最後の『ワルキューレ』公演であり、日本からは藤村実穂子がフリッカ役で出演した。
2011年8月14日にはBSプレミアムにてアンドリス・ネルソンズ指揮の『ローエングリン』が生中継された。2012年以降はプレミアムシアター枠での事前収録の放送となる。
- 2012年　『パルジファル』（フィリップ・ジョルダン指揮、現地8月11日収録、8月27日未明放送）
- 2013年　『さまよえるオランダ人』（クリスティアン・ティーレマン指揮、現地7月25日収録、8月26日未明放送）
- 2014年　『タンホイザー』（アクセル・コーバー指揮、現地8月12日収録、10月20日未明放送）
- 2015年　『トリスタンとイゾルデ』（クリスティアン･ティーレマン指揮、現地8月7日収録、10月26日未明放送）
- 2016年　『パルジファル』（ハルトムート・ヘンヒェン指揮、現地7月25日収録、10月17日未明放送）
- 2017年　『ニュルンベルクのマイスタージンガー』（フィリップ・ジョルダン指揮、現地7月25日収録、8月21日未明放送）
- 2018年　『ローエングリン』（クリスティアン･ティーレマン指揮、現地7月25日収録、8月27日未明放送）
- 2019年　『タンホイザー』（ヴァレリー・ゲルギエフ指揮、現地7月25日収録、8月26日未明放送）